# Лефортово (станція)
Лефортово — вузлова вантажопасажирська залізнична станція Малого кільця Московської залізниці у Москві.
На станції розташована пасажирська платформа Шосе Ентузіастів, що є зупинним пунктом для електропоїздів міської електрички — Московського центрального кільця.
Розташовується між Ізмайловським парком і районом Соколина гора, а не в сучасному районі Лефортово. Має відповідну назву, так як під час відкриття перебувала на території 3-го Лефортовського земського району.
У південній горловині колії станції перетинає шосе Ентузіастів.
Від південної горловини станції відходить кущ колій в промзону на заході Перова, а також сполучна колія на Горьківський напрямок МЗ — на станцію Кусково (колія проходить поруч зі станцією Перово Казанського напрямку, але з нею не сполучена).